# Kategorie rękopisów Nowego Testamentu
Kategorie rękopisów Nowego Testamentu – klasyfikacja manuskryptów Nowego Testamentu na pięć grup, wprowadzona w 1981 roku przez Kurta i Barbarę Aland w Der Text des Neuen Testaments. Przynależność do kategorii uzależniona jest od relacji manuskryptu do różnych typów tekstu NT. Generalnie mówiąc, najwcześniejsze, aleksandryjskie rękopisy zostały zaklasyfikowane do I kategorii, podczas gdy późne, bizantyjskie rękopisy zaliczone zostały do kategorii V. Przy ocenie tekstu Aland zastosował metodę 1000 lekcji z 1000 miejsc NT. Aland dobrał te miejsca NT, w których tekst bizantyjski jest różny od tekstu pozostałych rękopisów. Owe 1000 miejsc nie obejmuje jednak wszystkich ksiąg NT, Aland nie uwzględnił Ewangelii Mateusza i Łukasza. Klasyfikacją tą Aland objął ponad 500 rękopisów. Są to rękopisy papirusowe, majuskułowe i minuskułowe. Klasyfikacja nie dotyczy lekcjonarzy.

## Opis kategorii

### Kategoria I
Ta kategoria reprezentuje najwcześniejsze i najlepsze rękopisy. Zdaniem Alanda rękopisy tej kategorii zawsze powinny być uwzględniane w wydaniach oryginalnego tekstu. Należą tu wyłącznie rękopisy przekazujące tekst aleksandryjski (bez obcych naleciałości).

### Kategoria II
Rękopisy wysokiej jakości, podobne do rękopisów I kategorii i są one ważne w badaniach nad tekstem NT, różnią się jednak od rękopisów I kategorii tym, że zawierają obce naleciałości. Do tej kategorii należą rękopisy przekazujące tekst aleksandryjski z obcymi naleciałościami, przede wszystkim tekstu bizantyjskiego. Ich tekst nazywany bywa egipskim.

### Kategoria III
Rękopisy o różnym znaczeniu; zazwyczaj są pomocne przy odtwarzaniu oryginalnego tekstu, ale są szczególnie ważne dla odtworzenia historii tekstu. Należą tu rękopisy reprezentujące przede wszystkim tekst cezarejski, ale również najlepsze rękopisy tekstu bizantyjskiego. Należą tu rękopisy podrodzin tekstu cezarejskiego f1 i f13, które są najbardziej reprezentatywne dla tej grupy. Tekst tych rękopisów znajduje się pod silnym wpływem tradycji bizantyjskiej, ale nie jest to wpływ przeważający. Należą tu też rękopisy, których tekstualna przynależność nie została dokładnie zbadana. Rękopisy tej kategorii wymagają dalszych badań.

### Kategoria IV
Kategorię IV stanowią rękopisy tekstu zachodniego, których najważniejszym reprezentantem jest Kodeks Bezy.

### Kategoria V
Do tej kategorii należą rękopisy, których tekst został skażony w największym stopniu. Należą tu przede wszystkim rękopisy przekazujące tekst bizantyński. Są one uznawane za bezwartościowe dla odtworzenia oryginalnego tekstu.

## Podział greckich rękopisów według wieku i kategorii
(Zobacz: Aland, 159–162.)
|       | I | II                                                                             | III | IV        | V |
| ----- | --- | ------------------------------------------------------------------------------ | --- | --------- | --- |
| 150   | p52, p90 |                                                                                | |           | |
| 200   | p32, p46, p64/67, p66, p77, 0189                                                                                         |                                                                                | |           | |
| 250   | p1, p4, p5, p9, p12, p15, p20, p22, p23, p27, p28, p29, p30, p39, p40, p45, p47, p49, p53, p65, p70, p75, p80, p87, 0220 |                                                                                | 0212 | p48, p69  | |
| 300   | p13, p16, p18, p37, p72, p78, 0162                                                                                       |                                                                                | | p38, 0171 | |
| 350   | p10, p24, p35, 01, 03 | p6, p8, p17, p62, p71, p81, p86, 0185                                          | p88, 058?, 0169, 0188, 0206, 0207, 0221, 0228, 0231, 0242                                                                                                 |           | |
| 400   | 057 | p19, p51, p57, p82, p85, 0181, 0270                                            | p21, p50, 059, 0160, 0176, 0214, 0219 |           | |
| 450   | 02 (prócz Ewangelii), 0254                                                                                               | p14, 04, 016, 029, 048, 077, 0172, 0173, 0175, 0201, 0240, 0244, 0274          | 02 (Ewangelie), 032, 062, 068, 069, 0163, 0165?, 0166, 0182, 0216, 0217, 0218, 0226, 0227, 0236, 0252, 0261                                               | 05        | 026, 061 |
| 500   | | p56, 071, 076, 088, 0232, 0247                                                 | p54, p63, 072, 0170, 0186, 0213 |           | |
| 550   | | p33+58, 06, 08, 073, 081, 085, 087, 089, 091, 093, 094, 0184, 0223, 0225, 0245 | p2, p36, p76, p83, p84, 06, 015, 035, 040, 060, 066, 067, 070, 078, 079, 082, 086, 0143, 0147, 0159, 0187, 0198, 0208, 0222, 0237, 0241, 0251, 0260, 0266 |           | 022, 023, 024, 027, 042, 043, 064, 065, 093, 0246, 0253, 0265? |
| 600   | p26 | p43, p44, p55, 083                                                             | p3, 0164, 0199 |           | |
| 650   | p74, 098 | p11, p31, p34, p79, 0102, 0108, 0111, 0204                                     | p59, p68, 096, 097, 099, 0106, 0107, 0109, 0145, 0167, 0183, 0200, 0209, 0210, 0239, 0259, 0262                                                           |           | p73, 0103, 0104, 0211 |
| 700   | | p42, p61,                                                                      | p60 |           | |
| 750   | | 019, 0101, 0114, 0156, 0205, 0234                                              | p41, 095, 0126, 0127, 0146, 0148, 0161, 0229, 0233, 0238, 0250, 0256                                                                                      |           | 07, 047, 054?, 0116, 0134 |
| 800   | | 044                                                                            | 044 |           | |
| 850   | 33 | 010, 038, 0155, 0271, 33, 892, 2464                                            | 012, 025 (oprócz Dz, Ap), 037, 050, 0122, 0128, 0130, 0131, 0132, 0150, 0269, 565                                                                         |           | 09, 011, 013, 014, 017, 018, 020, 021, 025 (Dz, Ap), 030, 031, 034, 039, 041, 045, 049, 053?, 063, 0120, 0133, 0135, 0136?, 0151, 0197, 0248, 0255, 0257, 0272, 0273?, 461 |
| 900   | | 1841                                                                           | 0115, 1424 |           | 1424, 1841 |
| 950   | 1739 | 0177, 0243?, 1739, 1891, 2329                                                  | 051, 075, 0105, 0121a, 0121b, 0140, 0141, 0249, 307, 1582, 1836, 1845, 1874, 1875, 1912, 2110, 2193, 2351                                                 |           | 028, 033, 036, 046, 052, 056, 0142, 1874, 1891 |
| 1050  | 1175, 1243, 2344 | 81, 323, 945, 1006, 1854, 1962, 2298                                           | 28, 104, 181, 323, 398, 424, 431, 436, 451, 459, 623, 700, 788, 1243, 1448, 1505, 1838, 1846, 1908, 2138, 2147, 2298, 2344, 2596?                         |           | 103, 104, 181, 398, 431, 451, 459, 945, 1006, 1448, 1505, 1846, 1854, 2138, 2147, 2298                                                                                     |
| 1100  | | 256, 1735                                                                      | 1735, 1910 |           | 256 |
| 1150  | 1241 | 36, 610, 1611, 2050, 2127                                                      | 1, 36, 88, 94?, 157, 326, 330, 346, 378, 543, 826, 828, 917, 983, 1071, 1241, 1319, 1359, 1542b, 1611, 1718, 1942, 2030, 2412, 2541, 2744                 |           | 1, 180, 189, 330, 378, 610, 911, 917, 1010, 1241, 1319, 1359, 1542b?, 2127, 2541                                                                                           |
| 1200  | |                                                                                | 1573 |           | 1573 |
| 1250  | 2053, 2062 | 442, 579, 1292, 1852                                                           | 6, 13, 94, 180, 206, 218, 263, 365, 441, 614, 720, 915, 1398, 1563, 1641, 1852, 2374, 2492, 2516, 2542, 2718?                                             |           | 6, 94?, 180, 206, 218, 263, 365, 597, 720, 1251?, 1292, 1398, 1642, 1852, 2374, 2400, 2492?, 2516                                                                          |
| 1300  | |                                                                                | 1342 |           | |
| 1350  | | 1067, 1409, 1506, 1881                                                         | 5, 209, 254, 429, 453, 621, 629, 630, 1523, 1534, 1678?, 1842, 1877, 2005, 2197, 2200, 2377                                                               |           | 5?, 189, 209, 254, 429, 1067, 1409, 1506, 1523, 1524, 1877, 2200 |
| 1400  | |                                                                                | 2495 |           | |
| 1450  | | 322                                                                            | 69, 205, 322, 467, 642, 1751, 1844, 1959, 2523, 2652 |           | 69, 181, 205, 429, 467, 642, 886, 2523, 2623, 2652? |
| 1500  | |                                                                                | 61, 522, 918, 1704, 1884 |           | 61, 522, 918, 1704 |
| 1550- | 2427 |                                                                                | 849, 2544 |           | 2544 |

## Niedoskonałości kategorii Alanda
Nie zawsze wiadomo, dlaczego dany rękopis zaliczony został do II, a nie do III kategorii. Kodeks Augiański zaklasyfikowany został do II kategorii, podczas gdy podobny do niego Kodeks Boerneriański – do III kategorii. Kwestionowanym bywa zaliczenie grupy tzw. „purpurowych kodeksów uncjalnych” (Φ, N, O, Σ) do kategorii V, ponieważ reprezentują tekst bizantyjski we wczesnej jego fazie.
W Kodeksie Aleksandryjskim tekst Ewangelii zaliczony został do III kategorii, natomiast tekst pozostałych ksiąg NT – do I kategorii. W Kodeksie Porfirianus (025) tekst księgi Dziejów Apostolskich zaliczony został do V kategorii, natomiast pozostałych ksiąg – do III kategorii. Metody tej jednak nie stosuje się przy Kodeksie Efrema i innych eklektycznych rękopisach, nawet tych, w których łatwo wyodrębnić partie przekazujące inny tekst (np. Kodeks Koridethi (038)).
Kodeks 055 — jest to zbiór komentarzy do czterech Ewangelii — nie został zaliczony do żadnej z kategorii. Kodeks 080, ze względu na krótkość, nie został zaliczony do żadnej z kategorii. Kodeks 0100, 0196 nie zostały zaliczone do żadnej z kategorii.
Zaliczenie {\displaystyle {\mathfrak {P}}^{5}} do I kategorii (rękopis reprezentuje tekst zachodni) też budzi kontrowersje. Philip Comfort przypuszcza, że Aland umieścił go w I kategorii tylko ze względu na liczbę błędów oraz liczbę indywidualnych wariantów tekstowych.
Klasyfikacja ta wysoko ocenia — co jest charakterystyczne dla niemieckich biblistów — wartość tekstu aleksandryjskiego, którego głównym atutem jest znacząca liczba starożytnych rękopisów.
Poza kategorią IV, przynależność do kategorii uzależniona jest od tego, w jakim stopniu rękopis zawiera element aleksandryjski, a w jakim bizantyjski.
- I kategoria — rękopisy niemal w 100% przekazują tekst aleksandryjski, przy niemal zupełnym braku elementu bizantyjskiego
- II kategoria — tekst ma charakter aleksandryjski, ale z widocznymi naleciałościami, przede wszystkim bizantyjskimi
- III kategoria — znaczący, bądź przeważający udział elementu bizantyjskiego
- V kategoria — tekst bizantyjski w 100% lub niemal w 100%

Z powyższego schematu wyłamuje się IV kategoria, która została utworzona specjalnie dla tekstu zachodniego.